# Phóng vệ tinh
Phóng vệ tinh (tiếng Trung: 放卫星; bính âm: Fang weixing), còn được dịch thành "đưa vệ tinh vào quỹ đạo", là cụm từ đề cập đến một chiến dịch xây dựng xã hội chủ nghĩa bắt đầu vào năm 1958 trong thời kỳ "Đại nhảy vọt" và nóng lòng muốn thành công vào năm 1959. Trong thời kỳ Đại nhảy vọt, sự cường điệu đã phổ biến khắp Trung Quốc, với những báo cáo sai lệch về sản xuất lương thực và những báo cáo lệch lạc về "vệ tinh lúa mì", "vệ tinh lúa gạo", "vệ tinh ngũ cốc", "vệ tinh thuốc lá" và các hành động tương tự khác trong những ngành nghề khác nhau đều được nhất trí gọi là "Phóng vệ tinh".
Thuật ngữ "phóng vệ tinh" được đặt ra để vinh danh Sputnik 1, vệ tinh nhân tạo đầu tiên trên Trái Đất do Liên Xô phóng.
Trung Quốc phóng thành công tên lửa nghiên cứu vào năm 1964 và vệ tinh Đông Phương Hồng I vào năm 1970.